# O Grande Milagre
Big Miracle (O Grande Milagre no Brasil e em Portugal), é um drama dirigido por Ken Kwapis e estrelado por Drew Barrymore, John Krasinski e Dermot Mulroney. O filme é baseado no livro Freeing the Whales de Tom Rose que cobre a operação Breakthrough, um esforço internacional iniciado por um repórter e uma ativista do Greenpeace e que acabou por unir, em 1988, as duas grandes potências rivais da época, Estados Unidos e União Soviética, durante a Guerra fria, com o objetivo de resgatar três baleias cinzentas presas no gelo perto do ponto de Barrow, no Alasca.

## Elenco
- Drew Barrymore ... Rachel Kramer
- John Krasinski ... Adam Carlson
- Ahmaogak Sweeney ... Nathan
- John Pingayak... Malik
- Kristen Bell ... Jill Gerard
- Vinessa Shaw ... Kelly Meyers
- Stephen Root ... Gov. Haskell
- Ted Danson ... J.W. McGraw
- Kathy Baker ... Ruth McGraw
- Dermot Mulroney ... Coronel Scott Boyer
- Rob Riggle ... Dean Glowacki
- Michael Gaston ... Porter Beckford
- Megan Angela Smith ... Sheena
- Tim Blake Nelson ... Pat Lafayette
- James LeGros ... Karl Hootkin
- Mark Ivanir ... Dimitri
- Andrew Daly ... Don Davis
- Jonathan Slavin ... Roger Notch
- Gregory Jbara ... General Stanton
- Tom Clark ... Morton Heavey
- Sarah Palin ... ela mesma

Engajado em causas ambientais, o ator Ted Danson interpreta no filme um personagem cuja sede por lucros se sobrepõe às questões ambientais.

## Dublagem brasileira
Dubladores
- Rachel Kramer: Miriam Ficher[6]
- Jill Jerard: Priscila Amorim[6]
- J. W. Mcgraw: Júlio Chaves[6]
- Adam Carlson: Marcelo Garcia[6]
- Pat Lafayette: Jorge Lucas[6]
- Kelly Meyers: Sílvia Goiabeira[6]

## Produção
A Warner Bros comprou o roteiro de Jack Amiel e Michael Begler em abril de 2009, sendo Ken Kwapis escolhido no mês de junho para a direção. As filmagens começaram em setembro de 2010, contando com Drew Barrymore e John Krasinski nos papéis principais. Com um orçamento de produção em torno de 30 ou 40 milhões de dólares, as gravações duraram 10 semanas e tiveram como locação a cidade de Anchorage devido às semelhanças com a região de Barrow durante o resgate das baleias.

## Recepção
No agregador de críticas dos Estados Unidos Rotten Tomatoes, na pontuação onde a equipe do site categoriza as opiniões da grande mídia e da mídia independente apenas como positivas ou negativas, o filme tem um índice de aprovação de 75% calculado com base em 104 comentários dos críticos. Por comparação, com as mesmas opiniões sendo calculadas usando uma média aritmética ponderada, a nota alcançada é 6.20/10 que é seguida do consenso: "Big Miracle usa eventos da vida real como base para um drama familiar surpreendentemente satisfatório."
Já no outro agregador também dos Estados Unidos, o Metacritic, que calcula as notas usando somente uma média aritmética ponderada de críticos que escrevem em maioria apenas para a grande mídia, o filme tem 28 avaliações da imprensa anexadas no site e uma pontuação de 61 entre 100, com a indicação de "revisões geralmente favoráveis".